# Folsom (Kalifornien)
Folsom ist eine Stadt im Sacramento County im US-Bundesstaat Kalifornien mit 80.454 Einwohnern (Stand: 2020). Das Stadtgebiet hat eine Größe von 62,6 km². Sie liegt am American River am Rand des Central Valley in Nordkalifornien. Folsom ist benannt nach Joseph Folsom, Captain der U.S. Army und Pionier der Eisenbahn im Amerikanischen Westen.
Der Ort entstand in der Nachfolge des Kalifornischen Goldrausches zunächst als Endstation der ersten Eisenbahn in Kalifornien, die ab Februar 1856 die kalifornische Hauptstadt Sacramento  mit den Goldfeldern am American River verband. Im Folsom Powerhouse State Historic Park befindet sich ein historisches Wasserkraftwerk, das 1896 erbaut wurde, Energie aus dem American River gewann und so Sacramento mit Elektrizität versorgte. Diese Anlage ist heute eine National Historic Landmark. Der Fluss ist oberhalb der Stadt durch den Folsom Dam zum Folsom Lake aufgestaut.
Das Gefängnis der Stadt, das 1880 eröffnete Folsom State Prison, ist nach San Quentin das älteste Kaliforniens und wurde durch Country-Sänger Johnny Cash bekannt.

## Partnerstädte
- Jiaohe, Provinz Jilin, Volksrepublik China
- Crespano del Grappa, Ortsteil der Gemeinde Pieve del Grappa, Italien